# Tärnsjön, Gästrikland
Tärnsjön är en sjö i Sandvikens kommun i Gästrikland och ingår i Gavleåns huvudavrinningsområde.